# Sergio II
Sergio II (* Roma, ¿?-27 de enero de 847) fue el papa 102.º de la Iglesia católica, de 844 a 847.
Perteneciente a una familia de la aristocracia romana, el cardenal presbítero de la iglesia de los santos Martín y Silvestre,  fue elegido  papa con el apoyo de la nobleza mientras que por aclamación popular era también elegido el archidiácono Juan que pasará a la historia como un nuevo antipapa. La facción que apoyaba a Juan fue derrotada y el antipapa condenado a muerte, pena que sería conmutada por Sergio y sustituida por la de exilio.
Debido a este conflicto, Sergio es inmediatamente consagrado sin respetar la norma establecida en la Constitución Romana aprobada, en 824, por Lotario I y el papa Eugenio II y que establecía que ningún papa sería consagrado hasta que su elección hubiera sido aprobada por el emperador de Occidente.
En respuesta Lotario envía a Roma a su hijo Luis II el Joven, recientemente nombrado rey de Italia, a la cabeza de un ejército con el objetivo de castigar la violación de la norma constitucional. Para solucionar la afrenta, el papa corona a Luis como rey de Lombardía aunque rehusó prestar el  juramento de fidelidad al emperador alegando que el mismo sólo podía hacerse en presencia de Lotario.
Durante su pontificado, en 846, los sarracenos desembarcaron en Ostia y dirigiéndose a Roma saquearon las Basílicas de San Pedro y San Pablo que entonces se encontraban fuera de las murallas que protegían la ciudad.
Dedicado a la reconstrucción de Roma, y por ser el papa, obtuvo los recursos económicos por todos los medios a su alcance.
Falleció el 27 de enero de 847.